# Artedius fenestralis
Artedius fenestralis es una especie de pez del género Artedius, familia Cottidae, orden Scorpaeniformes. Fue descrita científicamente por Jordan & Gilbert en 1883.
Es una especie inofensiva para el ser humano y muy utilizado en acuarios públicos.

## Descripción
La longitud total es de 14 centímetros.

## Distribución y hábitat
Se distribuye por el Pacífico oriental: isla de Unalaska y península de Alaska, también al sur de California, Estados Unidos. Habita en áreas intermareales donde puede alcanzar los 55 metros de profundidad.